# Фово (пролив)
Фо́во (англ. Foveaux Strait) — пролив, разделяющий остров Стюарт от острова Южный. Вдоль северной стороны пролива расположено три крупных бухты: Те-Уаэуаэ, Орети-Бич и Тоутоус-Бей. Здесь же находится небольшое поселение Блафф. В проливе находятся острова Соландер, Стюарт и Руапуке. Длина Фово составляет около 130 км (от острова Руапуке до острова Малый Соландер), а ширина варьируется от 14 км у Руапуке до 50 км у бухты Те-Уаэуаэ. Максимальная глубина в проливе — 120 м. Вода в проливе Фово течёт с запада на восток со скоростью около трёх морских узлов. Преобладающие ветра в проливе также дуют с запада, вызывая зачастую сильные волнения на море и штормы. Пролив Фово лежит в границах континентального шельфа, окружающего Новую Зеландию, и, вероятно, в период ледникового периода плейстоцена на его месте существовала суша.
Восточная сторона пролива была впервые замечена 6 марта 1770 года британским путешественником Джеймсом Куком. Тем не менее мореплаватель проплыл южнее, вдоль южного побережья острова Стюарт, который был принят им за полуостров. Первооткрывателем же пролива стал американский капитан Оуэн Фолгер Смит, который открыл его в поисках хороших мест для отлова тюленей в 1804 году. Капитан назвал его «проливом Смита» (англ. Smith's Strait). По возвращении в Сидней Смит известил о своём открытии губернатора Нового Южного Уэльса, предоставив ему карту пролива. Но так как китобойный и тюлений промысел был запрещён южнее 43° 39’, открытие осталось в тайне. В течение короткого периода времени пролив был также известен под названием «пролив Фаворита» (так называлось судно Смита). О существовании пролива стало известно только в 1809 году, когда информация о нём была опубликована в правительственном бюллетене Нового Южного Уэльса. Тогда же он был переименован в «пролив Фово», в честь лейтенант-губернатора Нового Южного Уэльса, Джозефа Фово. С конца 1820-х годов в проливе вёлся активный китобойный промысел. Тем не менее к середине XIX века он был почти полностью прекращён в этом районе.
В проливе ведётся рыболовный промысел. Кроме того, с 1863 года в нём ведётся промысел устриц.